# Coaster-Express
Coaster-Express es una montaña rusa de madera situada en el Parque Warner Madrid, en el área temática de Old West Territory. Está construida totalmente en madera; fueron necesarios 270.000 metros cúbicos de este material. Fue diseñada por la empresa Roller Coaster Corporation of America (RCCA), que más tarde la compraría Intamin AG. Hasta el año 2004 su nombre era Wild Wild West, en honor a la película de la Warner Bros. a partir de la cual está tematizada.
Es la más larga y la cuarta más alta de Europa, con 1.394,2 metros de recorrido y 36,6 metros de altura. Es una de las montañas rusas de madera más rápidas, alcanzando los 80 km/h. Al ser de madera se producen vibraciones en las vagonetas, y debido a la velocidad que alcanza, las vibraciones son bastante fuertes. En la temporada de 2009 permaneció cerrada por problemas en la estructura y tuvo que ser restaurada añadiendo soportes metálicos. Actualmente, existen muchas quejas sobre esta atracción debido a las vibraciones, que pueden provocar dolores sobre todo en la parte lumbar y cervical. La atracción pasa revisiones frecuentes, cerrando durante esos periodos. Actualmente está abierta y se puede usar.

## Descripción
La atracción es una gran estructura que ocupa 18 hectáreas (10% del parque), formada totalmente por vigas de madera. Cuenta con dos trenes, cada uno de ellos está formado por cinco vagonetas, cada una de ellas tiene tres filas, con capacidad para dos personas cada una, que hacen un total de 30 personas. Su máxima capacidad es de 1.200 personas por hora. El tren asciende a una velocidad lenta mediante un sistema de cadenas hasta los 36,6 metros para descender a gran velocidad (95 km/h) por amplios valles y giros muy peraltados recorriendo dos espirales, o helix de 590º y 520º. El viaje termina con una brusca frenada antes de llegar a la zona de embarque. La atracción ha sido muy criticada por los fuertes dolores y porque los objetos personales como teléfonos inteligentes, gafas y gafas de sol, vuelan y jamás se vuelven a encontrar.